# Universities' Mission to Central Africa
La Universities' Mission to Central Africa (UMCA) (in italiano Missione delle Università in Africa Centrale) (1857 ca - 1965) è stata una società missionaria fondata da membri della Chiesa anglicana all'interno delle università di Oxford, Cambridge, Durham e Dublino. Fermamente coinvolta nella tradizione anglo-cattolica della Chiesa, fu la prima missione ad essere guidata da un vescovo piuttosto che a un tradizionale comitato interno. Fondata in risposta a una richiesta di David Livingstone, la società ha stabilito delle basi missionarie in Africa che sono poi diventate i vescovati di Zanzibar e Nyasaland (in seguito Malawi) e ha aperto la strada alla formazione dei sacerdoti africani neri.

## Storia
La fondazione della società fu ispirata dalle conferenze che David Livingstone tenne al suo ritorno dall'Africa nel 1857. Sebbene il nome rifletta delle finalità educative, ha fin dall'inizio accolto i contributi di sostenitori non affiliati a quelle istituzioni.
La società aveva due obiettivi principali: stabilire una presenza missionaria in Centrafrica e contrastare attivamente la tratta degli schiavi.